# Staphylinochrous
Staphylinochrous is een geslacht van vlinders van de familie Himantopteridae, uit de onderfamilie Anomoeotinae.

## Soorten
- S. albabasis Bethune-Baker, 1911
- S. angustifascia Hering, 1937
- S. approximata Hering, 1937
- S. defasciata Hering, 1937
- S. elongata Hering, 1937
- S. euriphaea Hampson, 1919
- S. euryperalis Hampson, 1910
- S. euryphaea Hampson, 1920
- S. flavida Hampson, 1920
- S. fulva Hampson, 1910
- S. heringi Alberti, 1954
- S. holotherma Hampson, 1920
- S. longipennis Hering, 1937
- S. meinickei Hering, 1928
- S. melanoleuca Hampson, 1910
- S. pygmaea Bethune-Baker, 1911
- S. ruficilia Hampson, 1920
- S. sagittata Hering, 1937
- S. sordida Hering, 1937
- S. ugandensis Hering, 1937
- S. whytei Butler, 1893